# 小川村 (島根県)
小川村（おがわむら）は、島根県鹿足郡にあった村。現在の鹿足郡津和野町の一部にあたる。

## 地理
津和野川の中流域に位置していた。
- 山：青野山、矢立山脈[1]。

## 歴史
- 1889年（明治22年）4月1日、町村制の施行により、鹿足郡直地村、耕田村、寺田村、商人村、笹山村、滝元村（一部、字木ノ頃・倉地）が合併して村制施行し、小川村が発足[2]。
- 1955年（昭和30年）1月10日 - 小川村を二分割し大字耕田・滝元・寺田・笹山・商人（一部）・直地（一部）が鹿足郡津和野町、畑迫村、木部村と合併し津和野町が存続し、字商人（一部）・直地（一部）は日原町に編入され廃止[1][2]。